# Katel, Supa
Katel là một làng thuộc tehsil Supa, huyện Uttar Kannad, bang Karnataka, Ấn Độ.